# Rubén Monasterios
Rubén Monasterios (Maiquetía, La Guaira, 21 de enero de 1938-Caracas, 12 de mayo de 2024) fue un psicólogo, autor, columnista, caricaturista y humorista venezolano. Monasterios contribuyó en los medios escritos y periódicos humorísticos así como la radio de Caracas. Sus publicaciones humorísticas tienen un estilo erótico así como crítica de eventos relacionados al arte de Caracas y del país.

## Formación
Monasterios inició su educación secundaria en el liceo Lisandro Alvarado, de Barquisimeto, en el cual tiene activa participación en la actividad cultural liceísta, del Coro y del Orfeón del estado Lara. Culmina estos estudios en el liceo Fermín Toro de Caracas. Comenzó a escribir en una columna sobre reflexiones sociales titulada Marginal en el hebdomadario El Regional, mientras era estudiante de liceo en Barquisimeto. Al graduarse de la secundaria monasterios se unió a la marina mercante, después de lo cual recorrió Venezuela y otros países al estilo mochilero. Establecido en Caracas, trabaja por su cuenta como colaborador autónomo de revistas escribiendo relatos y artículos de temas variados. Sus primeros escritos son publicados por una revista de la Cadena Capriles en los años 1960). También responde a la atracción de otro de sus intereses juveniles, la actuación teatral; se incorpora al grupo del Ateneo de Carcas y más adelante a Máscaras. Participa como actor en varios montajes y como tal tiene modesta figuración en la TV. Separándose de la actuación teátrica, se dedica a escribir crítica y obras dramáticas, libretos para espacios unitarios de la Televisora Nacional (TVN), Venevisión (VV) y Venezolana de Televisión (VTV); en la última figura como presentador del espacio Teatro en TV. Paralelamente, culmina estudios universitarios. Es Licenciado en trabajo social, Universidad Central de Venezuela; recibió la Maestría en Psicología Social, Universidad Simón Bolívar, Caracas.

## Profesión
Monasterios fue profesor titular emérito de la Universidad Central de Venezuela (UCV). Fue docente en la UCV, la Universidad Católica Andrés Bello y la Escuela Superior de Teatro y Cine. A partir de 1968, y durante más de cuarenta años, fue columnista estable del diario El Nacional de Caracas en el que desarrolla su actividad de escritor de opinión y crítico, logrando, con el respaldo de Miguel Otero Silva, actualizar las reseñas de espectáculos y contribuir a la dinámica del movimiento teatral y la crítica de ballet y danza moderna de su era. Ha publicado artículos de opinión y crónicas en otros periódicos, entre ellos, El Diario de Caracas, The Daily Journal, y en revistas literarias y científicas: Cultura Universitaria, Economía y Ciencias Sociales, Video-fórum, CAL (Crítica, Arte, Literatura), Zona Franca, etc. Contribuye en la mayoría de los periódicos humorísticos venezolanos de la segunda mitad del siglo XX, en las que publica textos de naturaleza cínica y caricaturas.
Monasterios fue miembro del Comité de Redacción del semanario El Sádico Ilustrado, dirigido por P.L. Zapata. Monasterios ha sido radiodifusor mediante el programa de crítica de espectáculos ¿Qué te pareció? de Radio Caracas-Radio 750AM y Rubén y sus Corazones Solitarios conversatorio sobre temas de cultura general, erotismo, y humor por la emisora Mágica 99.1 FM que permaneció al aire por 20 años, y por la Emisora Cultural de Caracas 97.7FM entre 1986 y 2005. Fue miembro, representando a Venezuela, del jurado del Festival Internacional de Teatro de Manizales, Colombia (1969) integrado por Sergio Vodanovic (Chile) y Ernesto Sábato (Argentina). En diciembre de 1993 fue designado Pregonero Mayor por el Concejo Municipal de Caracas, honorífica función que cumplió bajo el aspecto del Caballero de Valle, personaje de su invención. El Pregón de rigor, en versos, figura en su libro Caraqueñerías / Crónicas de un amor por Caracas (véase infra Bibliografía). Fue corredactor de la normativa del Premio Nacional de Teatro y miembro del jurado que  lo concedió en 1970. Fue invitado como observador, reportando para El Nacional y Radio Caracas Radio, a tres giras internacionales del grupo Rajatabla (dirección de Carlos Jiménez) y a dos de extensión mundial del Ballet Nuevo Mundo de Caracas (dirección Zhandra Rodríguez).

## Estilo
Las orientaciones literarias de Monasterios son diversas; aparte de la literatura, ha fijado su atención en la investigación de lo erótico y lo pornográfico, la comunicación, el cómic culturizado, la metodología de la ciencia y la etnología, entre otros campos. En lo concerniente la sexualidad, acuñó el término erotología para designar el propósito de estudiar desde la perspectiva científica lo concerniente al amor, y consignó una recopilación de sus indagaciones en su libro Lo erótico / lo pornográfico. Ensayos sobre la sexualidad y el amor. Ha dictado conferencias y dirigido cursos sobre el tema; fundó la cátedra Comprensión de la Vida Sexual en la UCV / Caracas. Ha sido invitado como expositor a congresos nacionales e internacionales de Sexología, entre ellos, en condición de Invitado de Honor, del V Congreso Interamericano de Sexología (Caracas, 1982); y fue miembro del Comité Organizador del IX Congreso Mundial de Sexología (Caracas, diciembre de 1989). Se le considera iniciador de la narrativa erótica en el marco de las letras venezolanas con su colección de relatos Encanto de la mujer madura, el cual, en su primera edición por Línea Ed., 1987, fue el libro de producción nacional “más vendido” según encuesta de fin de año por la agencia France Press.
Sus estudios del cómic lo llevaron a escribir la conferencia El cómic como medio de comunicación social y forma de expresión estética, que convirtió al formato de seminario, dictado en la Escuela de Comunicación Social de la UCAB y en otras instituciones.

## Obra
La bibliografía de Monasterios abarcó ensayo, humor, teatro, narrativa; sus libros están publicados por varias editoriales  y figura  en varias antologías.
- Sobre mis piernas. Ed. del autor. Caracas, 1965. Relatos.
- Imagen de la comunidad. Fondo Común. Caracas, 1970. Guía metodológica de estudio de comunidades.
- La Miel y el Veneno. U. de Carabobo. Valencia, 1971. Crítica teatral.
- Tócamelo en registro de laúd. Ed. del autor anónima y clandestina. Caracas, 1972. Relatos eróticos.
- La Lujuria, comedia musical en Los Siete Pecados Capitales, varios autores. Monte Ávila. Caracas. 1ª ed. 1974; 2ª ed.  Estrenada en el T. Alberto de Paz y Matheos de El Nuevo Grupo. Caracas, julio de 1974.
- Un enfoque crítico del Teatro Venezolano. 1ª ed. Dirección de Cultura, UCV. Caracas, 1974. 2ª ed. Monte Ávila. Caracas, 1975. 3ª ed. Monte Ávila, 1990. Ensayo.
- El BIC (Ballet Internacional de Caracas): Imagen de un ballet perdido. Fundación Pro-artes Coreográficas. Caracas, 1981. Ensayo.
- Comportamiento territorial humano en hábitat urbano. UCV. Caracas, 1982. Investigación en el campo psicosociológico.
- Marina con paloma en tonos oscuros, en Eróticos, erotómanos y otras especies, varios autores, antología por R.J. de Sola. Alfadil. Caracas, 1983. Relatos.
- El Hada. La Draga y el Dragón. Caracas, 1985. Relato.
- Cuerpos en el espacio. Producciones Lithya Merlano. Caracas, 1986. Ensayo sobre el baile teatral venezolano 1980-85. Traducción al francés por H. Baylard.
- El Dramaturgo, en Rómulo Gallegos: Multivisión, varios autores. Presidencia de la República. Caracas, 1986. Ensayo sobre la obra dramática de R. Gallegos.
- Estudio del caso social, en col. con Lithya Merlano.  Producciones Lithya Merlano. Caracas, 1987. Tratado sobre metodología de la casuística sociopsicológica.
- Monasterios, Rubén. ([1986?]). Encanto de la mujer madura. Linea Editores. ISBN 980-265-705-0. OCLC 18221444.
- Vergüenza y escándalo, o las delicias de la censura. Selevén. Caracas, 1988. Ensayo humorístico.
- Monasterios, Rubén. (1989). El pájaro insaciable. Alfadil Ediciones. ISBN 980-6005-63-5. OCLC 21443571.
- Ramillete de Improperios y Manojo de Extravíos. Planeta. Caracas, 1990. Antología comentada por el autor de sus artículos periodísticos satíricos, 1963-1987.
- Monasterios, Rubén. (1991). Marina con paloma. Producciones Lithya Merlano. ISBN 980-6117-03-4. OCLC 33473433.
- Monasterios, Rubén. (1993). Rómulo Gallegos, dramaturgo (1a ed edición). Monte Avila Editores Latinoamericana. ISBN 980-01-0754-1. OCLC 30652578.
- Monasterios, Rubén. (1993). El beso. Producciones Lithya Merlano. ISBN 980-6117-06-9. OCLC 31514444.
- Tarzán, los monos y el mito. Dirección de Cultura, UCV. Caracas, 1994. Ensayo.
- El Teatro Recobrado de Andrés Eloy Blanco. Ensayo preliminar en Andrés Eloy Blanco, Obras de Teatro Inéditas. E. Subero, curador. Comisión Especial del Senado de la República para el Centenario  del Nacimiento de A.E.B. Caracas, 1997.
- Rubén., Monasterios, (2003). Caraqueñerias : crónicas de un amor por Caracas. Fundación para la Cultura Urbana. OCLC 948227072.
- Monasterios, Rubén. (2010). Lo erótico / lo pornográfico : ensayos sobre la sexualidad y el amor. Fundación para la Cultura Urbana. ISBN 980-7309-05-0. OCLC 660614501.
- Monasterios, Rubén. (2018). Tomasito barquito velero. FB Libros. ISBN 179-2715-75-7. Novela corta para niños

### Colaboraciones
- Monasterios, Rubén (1988). Rosa Luciferina y otra pieza de encaje. Producciones Lithja Merlano C.A. ISBN 978-980-6117-02-0.
- Miradas sobre la danza (varios autores). Centro de Documentación e Investigación de la danza. Caracas, 2008.
- El legado de Afrodita, en Nuestra cultura gastronómica (varios autores). Fundación Venezuela en Positivo. Caracas, 2008.
- Miguel Otero Silva: Un visón plural. (Varios autores.) El Nacional. Caracas, 2009.
- Monasterios, Rubén (1978). Formación para un teatro del tercer mundo. Consejo Nacional de la Cultura.</ref>, en col. con H. Lejter. Ensayo sobre la educación para el Arte Dramático.

### Obras de teatro y ballet escenificadas
- La lujuria. En el contexto de Los Siete Pecados Capitales. Dirección Antonio Constante. Comedia musical breve. Producción El Nuevo Grupo. Caracas. 1974.
- El último velo. Libreto para ballet. Coreografía de H. Montero para el Ballet Nuevo Mundo de Caracas. 1997.
- Diálogos de la Paloma. Comedia musical. Dirección  Armando Gotta.  Producción Ultimate Poductions.  Caracas, 200l.
- Amar a la caraqueña (El amor en la Caracas de ayer). Conferencia dramático-musical. Texto, exposición y dirección del autor. Producción Iván Oropeza, Centro Cultural Chacao. Caracas, 2008.
- El baile de Eros. Conferencia dramático-musical. Idem supra. Caracas, 2009.